# Alan King (attore)
Alan King, pseudonimo di Irwin Alan Kniberg (New York, 26 dicembre 1927 – New York, 9 maggio 2004), è stato un attore statunitense.

## Biografia
Nato da una famiglia russo-ebraica, trascorse i suoi primi anni di vita a Manhattan, per poi trasferirsi a Brooklyn. La sua propensione alla comicità lo aiutò a sopravvivere alla dura vita del quartiere. Lasciò la scuola molto presto e partecipò a uno spettacolo burlesque in Canada. Dopo aver lavorato come pugile, abbandonò la carriera sportiva per dedicarsi a quella di attore. 
Promotore di iniziative di beneficenza verso i bambini down, fu anche un grande appassionato di tennis e diede il suo nome al torneo Alan King Tennis Classic di Las Vegas. Nel 1947 sposò Jeanette Sprung con cui rimase fino alla morte e dalla quale ebbe tre figli: Robert, Andrew e Elaine. Morì a New York nel 2004 per un cancro ai polmoni, malattia di cui soffriva da tempo. Il film Fuga dal Natale con Tim Allen è dedicato alla sua memoria. È sepolto nel Cimitero ebraico di Mount Hebron.

## Filmografia parziale

### Cinema
- Tutti in coperta (Hit the Deck), regia di Roy Rowland (1955)
- Incontro sotto la pioggia (Miracle in the Rain), regia di Rudolph Maté (1956)
- La ragazza che ho lasciato (The Girl He Left Behind), regia di David Butler (1956)
- Quando l'amore è romanzo (The Helen Morgan Story), regia di Michael Curtiz (1957)
- A 077, dalla Francia senza amore (On the Fiddle), regia di Cyril Frankel (1961)
- Addio Braverman (Bye Bye Braverman), regia di Sidney Lumet (1968)
- Rapina record a New York (The Anderson Tapes), regia di Sidney Lumet (1971)
- Settima strada (Seventh Avenue) - miniserie TV (1977)
- Dimmi quello che vuoi (Just Tell Me What You Want), regia di Sidney Lumet (1980)
- Papà, sei una frana (Author! Author!), regia di Arthur Hiller (1982)
- Io, la giuria (I, the Jury), regia di Richard T. Heffron (1982)
- Un incurabile romantico (Lovesick), regia di Marshall Brickman (1983)
- L'occhio del gatto (Cat's Eye), regia di Lewis Teague (1985)
- Alla scoperta di papà (Memories of Me), regia di Henry Winkler (1988)
- Nemici - Una storia d'amore (Enemies: A Love Story), regia di Paul Mazursky (1989)
- Il falò delle vanità (The Bonfire of Vanities), regia di Brian De Palma (1990)
- La notte e la città (Night and the City), regia di Irwin Winkler (1992)
- Casinò (Casino), regia di Martin Scorsese (1995)
- Colpo grosso al Drago Rosso - Rush Hour 2 (Rush Hour 2), regia di Brett Ratner (2001)
- La costa del sole (Sunshine State), regia di John Sayles (2002)

### Televisione
- ABC Stage 67 – serie TV, episodio 1x01 (1966)

## Doppiatori italiani
Nelle versioni in italiano delle opere in cui ha recitato, Alan King è stato doppiato da:
- Ferruccio Amendola in Tutti in coperta
- Carlo Romano in Quando l'amore è romanzo
- Glauco Onorato in Rapina record a New York
- Sergio Fiorentini in L'occhio del gatto
- Mimmo Craig in Alla scoperta di papà
- Massimo Corvo in Il falò delle vanità
- Sandro Pellegrini in Casinò
- Giorgio Lopez in Colpo grosso al drago rosso - Rush Hour 2
- Gianni Musy in La costa del sole